# Qëndrim Guri
Qëndrim Guri (Ferizaj, 27 november 1993) is een Kosovaars wielrenner.

## Carrière
In 2015 nam Guri deel aan de eerste Europese Spelen. Hier reed hij de wegrit niet uit.
In 2016 werd Guri achter Alban Delija tweede op het nationaal kampioenschap tijdrijden en achter diezelfde Delija en Rrahim Mani derde in de wegrit. Door zijn resultaten werd Guri door de Kosovaarse wielerbond geselecteerd voor de wegrit op de Olympische Spelen in Rio de Janeiro. Deze wegwedstrijd, die werd gewonnen door de Belg Greg Van Avermaet, reed Guri niet uit.